# گیدون سعار
گیدون سعار (عبری: גִּדְעוֹן סַעַר؛ زادهٔ ۹ دسامبر ۱۹۶۶) سیاستمدار، روزنامه‌نگار و وکیل اهل اسرائیل است. وی از اعضای سابق دولت نتانیاهو و عضو پارلمان اسرائیل است. سعار اکنون وزیر امور خارجه اسرائیل شد.